# رسیدگی به استثناء
رسیدگی به استثناء (به انگلیسی: Exception handling) یا رسیدگی به حالت سَوا یا سَواگردانی مفهومی در برنامه‌نویسی رایانه یا سخت‌افزار می‌باشد که به معنی انجام دادن کاری مناسب در هنگام وضعیت غیرعادی در نرم‌افزار (استثناء) است.
گاهی در جریان اجرای یک برنامه ممکن است خطاها یا اتفاقات غیرمنتظره‌ای مثل تقسیم بر صفر رخ دهد. وقفه ممکن است زمان اجرای برنامه صادر شود یا توسط خود برنامه‌نویس به دلایلی صادر گردد.